# Sleepy Hollow (Illinois)
Sleepy Hollow es una villa ubicada en el condado de Kane en el estado estadounidense de Illinois. En el Censo de 2010 tenía una población de 3304 habitantes y una densidad poblacional de 629,66 personas por km².

## Geografía
Sleepy Hollow se encuentra ubicada en las coordenadas 42°5′25″N 88°18′49″O / 42.09028, -88.31361. Según la Oficina del Censo de los Estados Unidos, Sleepy Hollow tiene una superficie total de 5.25 km², de la cual 5.18 km² corresponden a tierra firme y (1.28%) 0.07 km² es agua.

## Demografía
Según el censo de 2010, había 3304 personas residiendo en Sleepy Hollow. La densidad de población era de 629,66 hab./km². De los 3304 habitantes, Sleepy Hollow estaba compuesto por el 93.19% blancos, el 1.66% eran afroamericanos, el 0.06% eran amerindios, el 1.76% eran asiáticos, el 0.03% eran isleños del Pacífico, el 2.12% eran de otras razas y el 1.18% pertenecían a dos o más razas. Del total de la población el 6.27% eran hispanos o latinos de cualquier raza.